# الرماد والجمر (فلم)
الرماد والجمر (بالإنجليزية: Ashes and Embers) هو فيلم درامي صدر عام 1982 من إخراج هايلي جيريما وبطولة جون أندرسون.

## القصّة
الرماد والجمر هو فيلمٌ مدته ساعتان عن متاعب حياة السود. يحكي الفيلمُ قصّة محارب أسود متقلب المزاج وخائب الأمل في حرب فيتنام.

## طاقم التمثيل
هذه قائمةٌ بأبرز الممثلين والممثلات الذي شاركوا في تصويرِ الفيلم:
- جون أندرسون في دور نيد تشارلز
- إيفلين أ.بلاكويل في دور الجدة
- نورمان بلالوك في دور جيم
- كاثي فليولين بدور ليزا جين
- أويزو فليولين في دور كيماثي
- باري ويجينز في دور راندولف

## الجوائز والتكريمات
فاز المخرج هايلي جيريما عام 1983 جائزة فيبريسكي (بالفرنسية: FIPRESCI) لمنتدى السينما الجديدة في مهرجان برلين السينمائي الدولي عن عمله الرماد والجمر.

## رابط خارجي
- الرماد والجمر  في قاعدة بيانات الأفلام على الإنترنت (بالإنجليزية)